# Рудаков, Филолог Васильевич
Филолог Васильевич Рудаков (1827—1885) — российский педагог, директор Тобольской мужской гимназии, главный инспектор училищ Восточной Сибири; действительный статский советник.

## Биография
Родился 6 (18) января 1827 года в Каинске, уездном городе Томской губернии, где отец его был штатным смотрителем уездного училища. Первоначальное образование он получил в Томске, куда, после смерти мужа, переехала с детьми его мать, — сначала в уездном училище, а затем, с 1838 года, во вновь открывшейся Томской мужской гимназии; успешно окончив в ней курс, он был отправлен на казённый счёт в Императорский Казанский университет, где поступил на камеральное отделение юридического факультета. Окончив курс в 1848 году с золотой медалью за сочинение: «О статистических отношениях киргизских и калмыцких степей и настоящем управлении народами», он решил, поступить на службу «непременно в Сибирь», несмотря на то, что ему предлагали остаться при университете, с возможностью даже заграничной командировки для продолжения обучения. Насколько Рудаков обратил на себя внимание некоторых профессоров (Мейера, Осокина др.), показывает тот факт что он, по предложению Казанского университета, в год своего окончания и не сдавая магистерского экзамена, за неимением третьего профессора, выступил официальным оппонентом на защите кандидатом Рязановым диссертации «Об очистительной присяге в уголовных делах».
С 19 января 1849 года Филолог Васильевич Рудаков начал службу старшим учителем судопроизводства в Томской гимназии, а 28 июля 1850 года ему было поручено, одновременно преподавать в гимназии ещё и законоведение; кроме педагогических обязанностей и работы в гимназических библиотеках, Рудаков с 15 января 1853 по август 1854 года исправлял также должность надзирателя за казенными воспитанниками; здесь он впервые обнаружил свои воспитательские таланты и вскоре был определён постоянным воспитателем. Позднее, будучи уже директором Тобольской мужской гимназии, Рудаков составил изложение тех мер, к которым он прибегал в инструкции надзирателям Тобольской гимназии. Директором училищ тобольской губернии и Тобольской гимназии он был назначен 9 марта 1862 года, минуя инспекторскую должность. Для улучшения учебной части Тобольской гимназии Рудаков просил разрешить ему провести следующие меры: 1) печатать в «Тобольских губернских ведомостях», с соблюдением цензурных правил, те журналы Педагогического совета, которые «признано будет полезным сообщать во всеобщее сведение»; 2) открыть доступ в Педагогические советы гимназии родителям и другим лицам, интересующимся делом воспитания детей; 3) дозволить родителям и другим членам общества в любое время посещать гимназию (в присутствии инспектора и не в ущерб учебным занятиям). Много труда и внимания Рудаков приложил в заведовании и прочими учебными заведениями Тобольской губернии: при нём было открыто большое число школ, организовывались педагогические съезды учителей; он добился увеличения жалованья учителям народных школ.
За время своей тридцатилетней службы он дослужился до чина действительного статского советника (6 марта 1875 года). Кроме прямых своих обязанностей, он еще в Томске принял на себя, без жалованья, обязанности секретаря Комитета Общества попечительного о тюрьмах, а в Тобольске состоял с 1865 года директором Тобольского тюремного комитета, Рудаков возродил к жизни Общество вспомоществования бедным студентам из уроженцев Тобольской губернии (в середине 1870-х годов), выбравшее его в почётные члены, и он же обустроил в Тобольске филиал Русского музыкального общества.
В должности директора училищ Филолог Васильевич Рудаков оставался до 20 июня 1879 года, когда был назначен главным инспектором училищ Восточной Сибири в Иркутск. Деятельность Рудакова в этой должности продлилась всего 4 года, так как он не поладил с генерал-губернатором Восточной Сибири Д. Г. Анучиным и получил отставку раньше окончания срока своей службы. Но и за это время, он организовывал в Иркутске собрания учителей и учительниц всех учебных заведений Иркутска, с диспутами; под его руководством стал издаваться, по примеру других учебных округов, специальный орган — «Циркуляр по Восточно-Сибирским учебным заведениям».
Покинув Иркутск в 1883 году, Рудаков, причисленный к Министерству народного просвещения, скончался в Тобольске 31 мая (12 июня) 1885 года.
В последнее время жизни Рудаков предпринял труд, который озаглавил: «Тяжелое время на Руси. 1849—1882 г.». Отдельные главы этого труда (об уничтожении крепостного права и о крымской войне) были напечатаны в приложении к его биографии.
Был награждён орденами Св. Станислава и Св. Анны 2-х степеней с императорскими коронами.